# Rura (kulinaria)

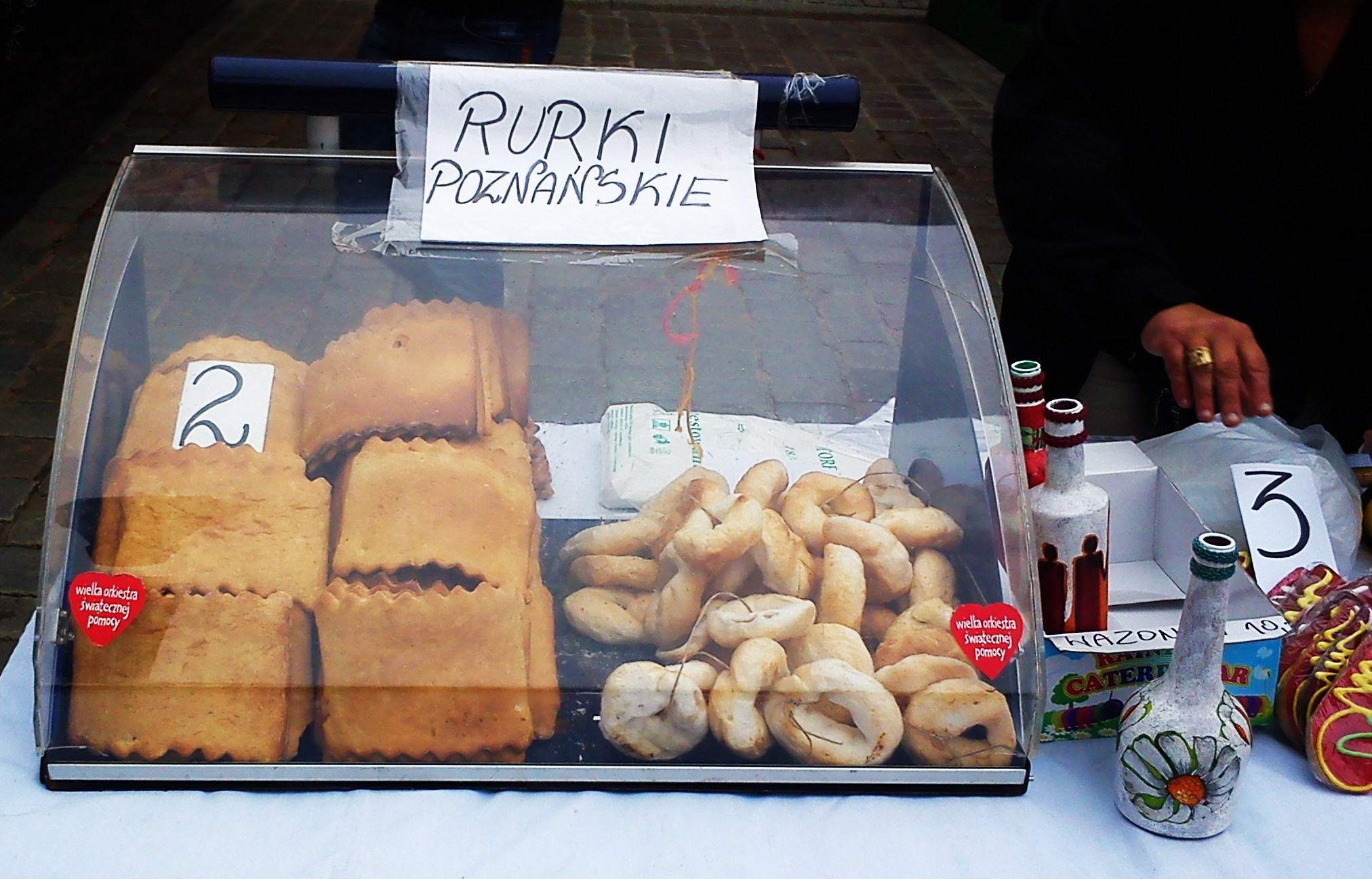
Rury na Jarmarku Świętojańskim (po lewej)

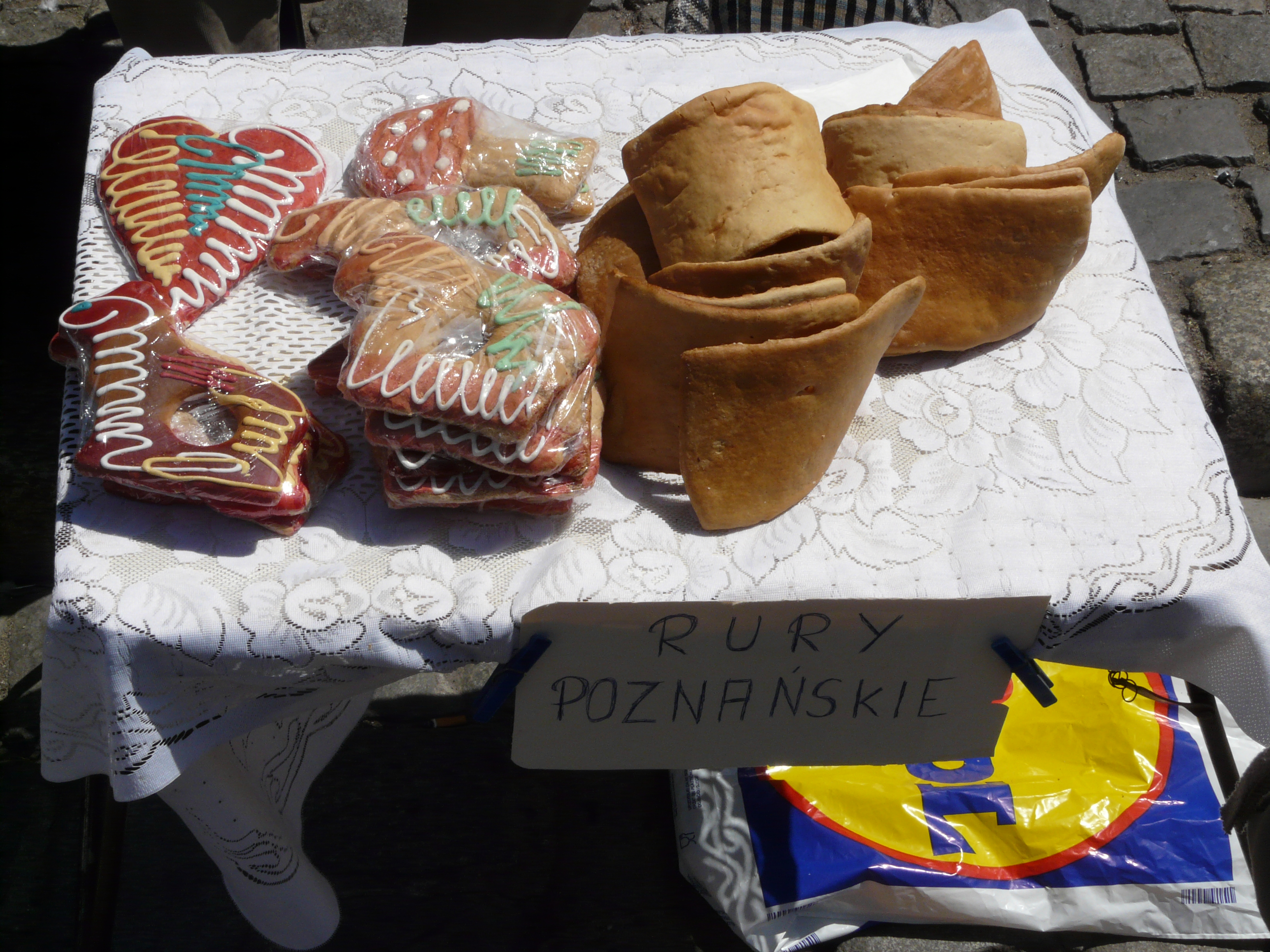
Rury poznańskie

Rura – tradycyjny, regionalny wypiek kuchni poznańskiej.

## Charakterystyka
Rury wypieka się z ciasta kruchego lub ciasta piernikowego na miodzie (tradycyjnie spadziowym). Mają kształt kwadratu o boku około 15 cm, zrolowanego w połówkę rury. Bardzo często ma ząbkowane lub inaczej zdobione krawędzie. Kolor ciemnokremowy lub jasnobrązowy. Grubość – kilka milimetrów. Okazjonalnie spotyka się także zmodyfikowane receptury z dodatkami lub różnokolorowym lukrem.

## Historia
Nie jest znana dokładna historia tego wypieku. Wiadomo, że istniały już w dwudziestoleciu międzywojennym, jednak w tamtym czasie były nazywane trąbami.
Zgodnie z tradycją sprzedawane są w oktawie Bożego Ciała lub przed cmentarzami na Wszystkich Świętych. W praktyce można je nabyć częściej, zwłaszcza przy cmentarzach lub podczas kiermaszy regionalnych, np. Jarmarku Świętojańskiego. Handel rurami jest często domeną okazjonalnych, niekoncesjonowanych sprzedawców, doraźnie trudniących się tą działalnością. Rzadziej wytwarza się je w warunkach domowych.